# مات هيل (لاعب كرة قدم)
مات هيل (بالإنجليزية: Matt Hill)‏ (26 مارس 1981 ببرستل في المملكة المتحدة - ) هو لاعب كرة قدم بريطاني في مركز الظهير. لعب مع بريستون نورث إيند وشيفيلد يونايتد وكوينز بارك رينجرز ونادي بارنسلي ونادي بريستول سيتي ونادي بلاكبول ونادي ترانمير روفرز لكرة القدم ووولفرهامبتون واندررز.

## وصلات خارجية
- مات هيل على موقع قاعدة بيانات كرة القدم.إي يو (الإنجليزية)
- مات هيل على موقع Soccerbase.com (لاعب) (الإنجليزية)
- مات هيل على موقع Soccerway.com (الإنجليزية)
- مات هيل على موقع عالم كرة القدم.نت (الإنجليزية)